# Liis Kullerkann
Liis Kullerkann, coniugata Kiviloo (2 maggio 1991), è una pallavolista estone, centrale del Rae.

## Biografia
Sua sorella, Kadi Kullerkann, è anch'essa pallavolista.

## Carriera

### Club
La carriera di Liis Kullerkann inizia nella stagione 2007-08 quando esordisce nella club del Audentese, in Eesti Meistrivõistlused. Si trasferisce poi negli Stati Uniti d'America per motivi accademici, militando nella lega universitaria NCAA Division I: dal 2011 al 2013 fa parte delle Bobcats della Ohio, mentre nel 2014 si trasferisce alla Duquesne. Nel 2015 fa parte della squadra filippina del Meralco Power Spikers.
Nella stagione 2015-16 viene ingaggiata dall'Erfurt, in 2. Bundesliga, con cui ottiene la promozione nella massima divisione dove gioca nella stagione successiva con lo stesso club. Nell'annata 2017-18 si trasferisce in Francia per vestire la maglia del Saint-Cloud Paris SF, in Ligue A: milita nella stessa divisione anche per il campionato successivo accettando l'offerta del Vandœuvre Nancy. Nella stagione 2019-20 difende i colori del Levallois, in Élite: tuttavia poco dopo l'inizio delle competizioni ritorna in patria, al TalTech.
Ritorna in Francia nella stagione 2020-21 questa volta al Volero Le Cannet, mentre in quella successiva si accasa al Venelles, sempre in Ligue A. Dopo un'annata nella Serie A2 italiana, dove difende i colori dell'Esperia, per la stagione 2023-24 fa nuovamente ritorno in patria, giocando per il Rae nella massima divisione estone e nella Baltic Volleyball League.

### Nazionale
Nel 2013 ottiene le prime convocazioni nella nazionale estone, con la quale dieci anni dopo conquista la medaglia d'oro all'European Silver League.

## Palmarès

### Nazionale (competizioni minori)
- European Silver League 2023